# Contrabajo eléctrico

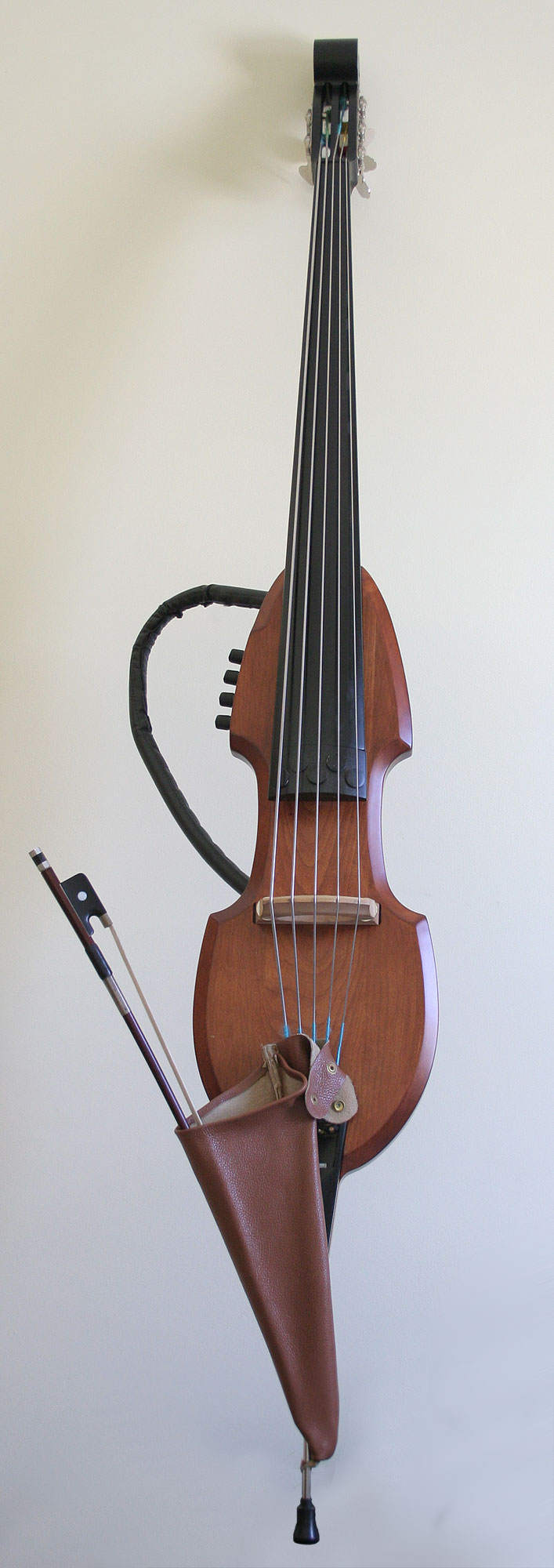
Contrabajo eléctrico Aria SWB 02/5.

El contrabajo eléctrico es una versión amplificada electrónicamente del contrabajo acústico, con un cuerpo de dimensiones mínimas que reduce considerablemente su peso y facilita el transporte del instrumento.
Aunque mantiene muchas de las características técnicas del Contrabajo, el Contrabajo eléctrico ofrece, dadas las peculiaridades de su construcción y su naturaleza eléctrica, una gama de sonidos diversa a la del instrumento en que se basa, mientras que por sus características físicas permite al ejecutante una serie de técnicas que le estarían vedadas en el contrabajo tradicional.

## Historia
Se atribuye la construcción del primer contrabajo eléctrico de la historia al ingeniero y luthier de la Gibson Lloyd Loar, a mediados de los años 20 del pasado siglo. En la siguiente década, una serie de compañías norteamericanas, entre las que cabe citar Regal, Vega y Rickenbacker ofrecían sus propios modelos de contrabajo eléctrico, sin excesiva fortuna, pues con la tecnología de amplificación de la época no era posible reproducir adecuadamente las bajas frecuencias específicas del instrumento. El instrumento ha debido pues esperar a un cierto desarrollo de la tecnología de amplificación para superar su condición de "rareza", pero dadas las ventajas obvias que ofrece, es hoy un instrumento perfectamente establecido dentro de la comunidad musical.
Véase también: Historia del bajo eléctrico

## Descripción

### Longitud de escala y afinación
La longitud de escala del contrabajo eléctrico varia notablemente según el modelo, desde el nano y la 33pulgadas del contrabajo hasta las 30 del bajo eléctrico de escala corta, que usan algunos instrumentos diseñados específicamente para hacer menos traumático a los bajistas eléctricos el paso al contrabajo. Del mismo modo la afinación es variable según el modelo y el número de cuerdas, pero lo más usual es encontrar contrabajos eléctricos de cuatro cuerdas con la afinación de contrabajo, esto es, Mi, La, Re, Sol. 
La ausencia total o parcial de cuerpo en el contrabajo eléctrico permite el uso de una técnica de pulsación estándar también en el registro agudo del instrumento, al contrario de lo que ocurre en el contrabajo tradicional, que requiere la llamada "posición del pulgar". 

### Amplificación
El contrabajo eléctrico de cuerpo sólido, como el bajo eléctrico produce una señal de salida muy débil que debe ser amplificada para poder ser percibida. Existen modelos de media caja que producen un sonido acústico suficiente para permitir el estudio, pero de volumen no comparable al contrabajo tradicional. 
Para poder amplificar el sonido, la vibración de las cuerdas debe ser captada mediante pastillas magnéticas semejantes a las usadas en guitarras eléctricas, mediante pastillas piezoeléctricas situadas generalmente en el puente o bien mediante una combinación de ambas. Se pueden conseguir buenos resultados mediante el uso de micrófonos piezo eléctrico ubicados en el cuerpo, usualmente bajo las patas del puente, que combinan el sonido de la cuerda a través del puente y las madera del cuerpo, dando una sensación más natural de caja. Esta señal eléctrica es posteriormente preamplificada y filtrada para ser enviada por último al sistema de amplificación.

## Tipos

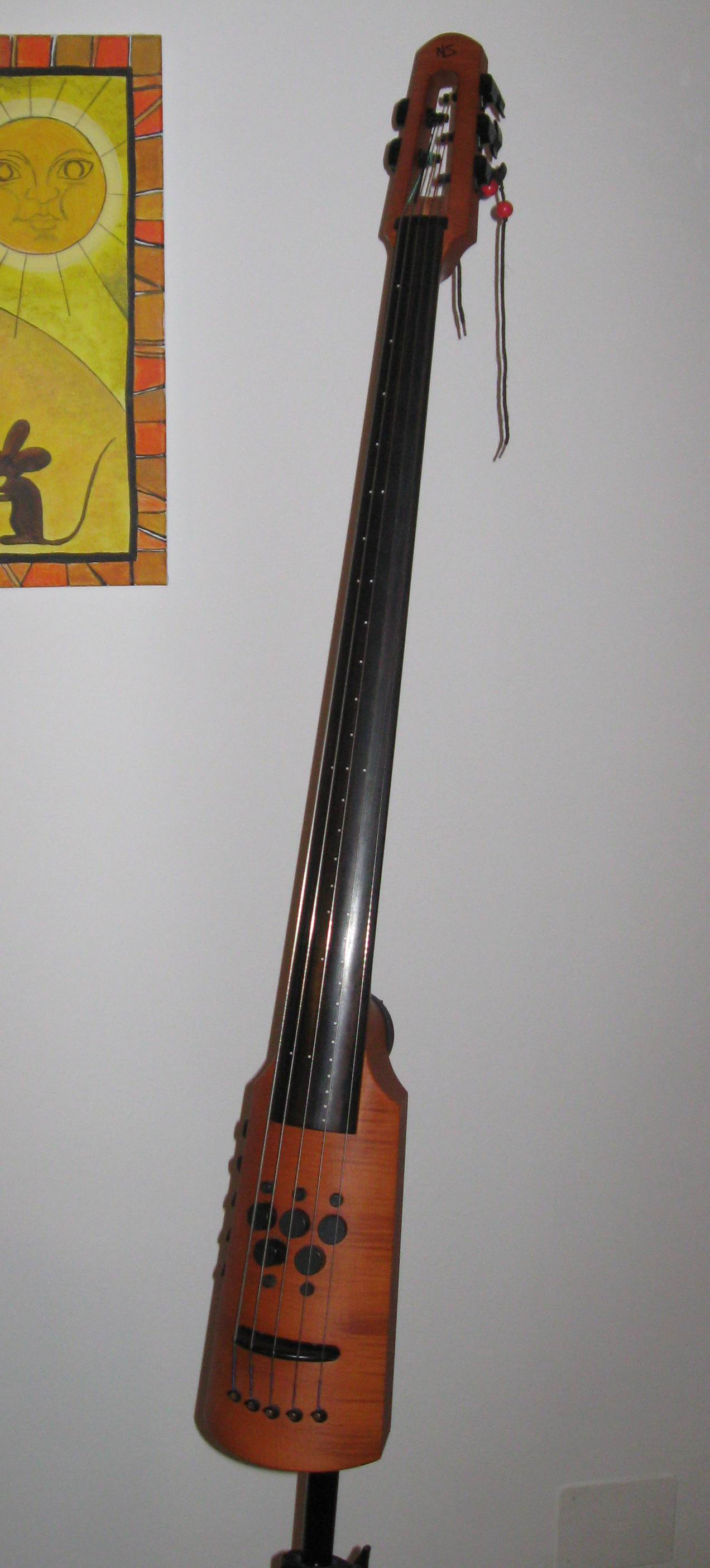
NS Design Bass Cello.

Existen actualmente numerosas variedades de Contrabajo eléctrico. Algunos, por ejemplo, no permiten el uso del arco pues emplean un diapasón plano, propio del bajo eléctrico en lugar de uno curvado, propio del contrabajo. Según el número de cuerdas, podemos encontrar modelos de 4, 5, 6 o incluso más. Existen además en el mercado modelos sin cuerpo, con cuerpo sólido (como el bajo eléctrico) o modelos semiacústicos con cuerpo de semicaja.

## Técnicas de ejecución

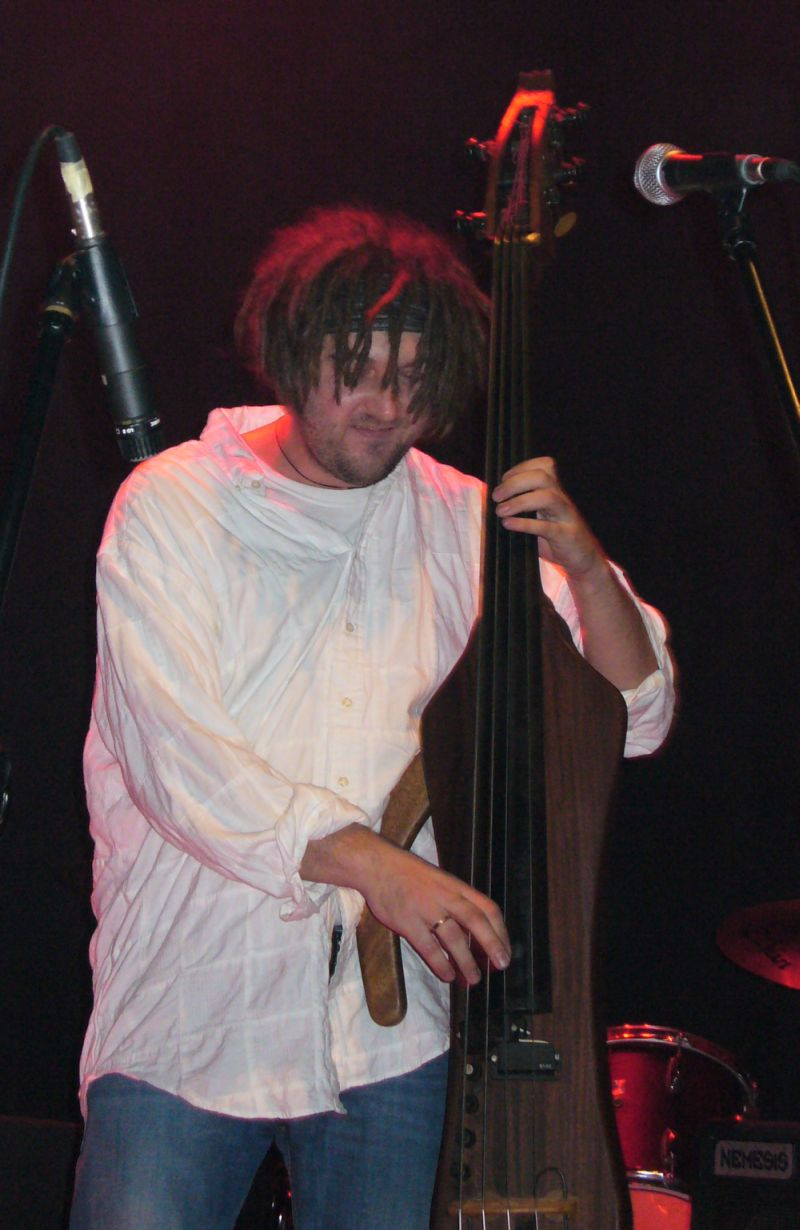
Karim Martusewicz - contrabajista y guitarrista del grupo Voo Voo

El contrabajo eléctrico es ejecutado normalmente con la misma técnica que el contrabajo, si bien, normalmente el músico queda liberado de la necesidad de sostener el instrumento, pues la mayoría de los instrumentos integran un soporte de fijación al suelo. Existen modelos que permiten la fijación al cuerpo del músico mediante correas, a la manera del bajo eléctrico. El instrumento puede ser ejecutado ya sea de pie que sentado, y la altura óptima para la mayoría de las personas es la que nivela la posición del dedo índice del músico en primera posición (primer traste del bajo eléctrico) al ojo. 
Las cuerdas son normalmente pulsadas según la técnica estándar del contrabajo, pero la mayoría de los contrabajos eléctricos eliminan la necesidad de usar la ""posición del pulgar" en la parte alta del diapasón, dada la ausencia total o parcial de cuerpo. 

### Similitudes con el Contrabajo
Puesto que el contrabajo eléctrico no posee caja de resonancia, o emplea una de dimensiones mínimas, es mucho menos proclive que el contrabajo a problemas de acople en la amplificación. Para permitir el uso del arco, tanto el diapasón como el puente del instrumento deben ser curvados. Dependiendo del modelo, la imitación del sonido del contrabajo acústico puede ser más o menos lograda, como se puede imitar con más o menos acierto el sonido del bajo eléctrico sin trastes. Dado que el sonido en el contrabajo eléctrico viene generado en las pastillas es normalmente mucho más brillante que el del contrabajo acústico. Del mismo modo, la cualidad de las maderas empleadas en la construcción de contrabajos eléctricos tienen una influencia decisivamente menor en su sonido final, respecto al contrabajo, donde el tipo y la calidad de las maderas determinan casi unívocamente el sonido del instrumento.